# Star Darlings: Csillagocskák
A Star Darlings: Csillagocskák (eredeti cím: Star Darlings) 2015 és 2016 között futott Disneys számítógépes animációs kalandsorozat, mely először könyv formájába jelent meg. 
Amerikában 2015. október 1-én, Magyarországon 2016. augusztus 22-én került bemutatásra a Disney Channelen.

## Szereplők
| Szereplő        | Eredeti hang                                           | Magyar hang       |
| --------------- | ------------------------------------------------------ | ----------------- |
| Adora           | Libe Barer                                             | Pap Katalin       |
| Astra           | Julie Nathanson                                        | Dobó Enikő        |
| Cassie          | Kate Micucci                                           | Andrádi Zsanett   |
| Clover          | Julie Nathanson                                        | Hermann Lilla     |
| Gemma           | Marieve Herington                                      | Pupos Tímea       |
| Leona           | Corrin Reto (1. epizód) Alisha Wainwright (2. epizód-) | Deák Fruzsina     |
| Libby           | Marieve Herington                                      | Csifó Dorina      |
| Piper           | Stephanie Sheh                                         | Galiotti Barbara  |
| Sage            | Libe Barer                                             | Laudon Andrea     |
| Scarlet         | Sarah Nicole Robles                                    | Sági Tímea        |
| Tessa           | Eden Riegel                                            | Szabó Zselyke     |
| Vega            | Stephanie Sheh                                         | Czető Zsanett     |
| Vivica          | Romi Dames                                             | Sipos Eszter Anna |
| Ganymede        | Lucas Grabeel                                          |                   |
| MO-J4           | Parvesh Cheena                                         | Jakab Márk        |
| Lady Stella     | Jennifer Hale                                          | Bertalan Ágnes    |
| Ursa Professzor | April Stewart                                          | Rátonyi Hajni     |

## Évados áttekintés
| Évad | Évad       | Epizódok | Eredeti sugárzás | Eredeti sugárzás   | Magyar sugárzás     | Magyar sugárzás     |
| Évad | Évad       | Epizódok | Évadpremier      | Évadfinálé         | Évadpremier         | Évadfinálé          |
| ---- | ---------- | -------- | ---------------- | ------------------ | ------------------- | ------------------- |
|      | 1          | 15       | 2015. október 1. | 2016. december 16. | 2016. augusztus 22. | TBA                 |
|      | rövidfimek | 12       | 2015. október 8. | 2016. március 1.   | 2016. augusztus 22. | 2016. szeptember 6. |

### 1. évad
| #   | Eredeti cím         | Magyar cím            | Eredeti premier    | Magyar premier      |
| --- | ------------------- | --------------------- | ------------------ | ------------------- |
| 1.  | Star Charmed        | Kívánság-teljesítők   | 2015. október 1.   | 2016. augusztus 22. |
| 2.  | Wish-House Rocked   | A Kívánságház         | 2015. október 15.  | 2016. augusztus 29. |
| 3.  | Wisher's 101        | Mese a Földről        | 2015. október 29.  | 2016. augusztus 23. |
| 4.  | Illuminated         | Felderítés            | 2015. november 12. | 2016. augusztus 24. |
| 5.  | Super Zoomy         | Szuperfincsi          | 2015. november 26. | 2016. augusztus 30. |
| 6.  | Rising Starlings    | Felkelő Csillagocskák | 2015. december 10. | 2016. augusztus 31. |
| 7.  | The Star Dipper     | Csillag Göncöl        | 2016. január 21.   | 2016. augusztus 25. |
| 8.  | Shining Starlings   | Ragyogó Csillagocskák | 2016. január 21.   | 2016. augusztus 26. |
| 9.  | Super Stars!        | Sztár Csillagocskák   | 2016. február 18.  | 2016. szeptember 1. |
| 10. | Just Dancing        | Csak táncolj!         | 2016. február 28.  | 2016. szeptember 2. |
| 11. | Dear Libby          | Kedves Libby!         | 2016. február 28.  | 2016. szeptember 5. |
| 12. | Paint by Numbers    | Számos kifestő        | 2016. március 17.  | 2016. szeptember 6. |
| 13. | The Power of Twelve |                       | 2016. december 2.  |                     |
| 14. | The Power of Twelve | 2016. december 9.     |                    |                     |
| 15. | The Power of Twelve | 2016. december 16.    |                    |                     |

### Rövidfilmek
| #   | Eredeti cím         | Magyar cím                | Eredeti premier    | Magyar premier      |
| --- | ------------------- | ------------------------- | ------------------ | ------------------- |
| 1.  | Glow Fur It         | Az elszökött szirámi      | 2015. október 8.   | 2016. augusztus 29. |
| 2.  | Taming Star         | Szelídítő Csillagocska    | 2015. október 22.  | 2016. augusztus 22. |
| 3.  | Cooking with Tessa  | Tessával főzünk           | 2015. november 5.  | 2016. augusztus 31. |
| 4.  | Astra-nomical       | Astra-nómikus             | 2015. november 19. | 2016. szeptember 1. |
| 5.  | Piper's Dream       | Piper-álmok               | 2015. december 3.  | 2016. szeptember 2. |
| 6.  | MO-J4's Day         | MO-J4 napja               | 2016. január 22.   | 2016. augusztus 23. |
| 7.  | Voice Activated     | Hang aktiválva            | 2016. február 25.  | 2016. szeptember 5. |
| 8.  | Shoot For The Stars | Célozd meg a csillagokat! | 2016. február 26.  | 2016. szeptember 6. |
| 9.  | Star Party          | Csillag-buli              | 2016. február 26.  | 2016. augusztus 30. |
| 10. | Science of Fashion  | A divat tudománya         | 2016. március 13.  | 2016. augusztus 24. |
| 11. | Choc It Up          | Dugicsoki                 | 2016. március 17.  | 2016. augusztus 26. |
| 12. | Lib-erated          | Lib-iritál                | 2016. március 1.   | 2016. augusztus 25. |

## Könyvek

### Fő sorozatok
- Sage and the Journey to Wishworld (2015. szeptember 15.)
- Libby and the Class Election (2015. szeptember 15.)
- Leona's Unlucky Mission (2016. január 5.)
- Vega and the Fashion Disaster (2016. január 5.)
- Scarlet Discovers True Strength (2016. január 5.)
- Cassie Comes Through (2016. február 2.)
- Piper's Perfect Dream (2016. március 1.)
- Astra's Mixed-Up Mission (2016. április 5.)
- Tessa's Lost and Found  (2016. május 3.)
- Adora Finds a Friend (2016. június 7.)
- Clover's Parent Fix (2016. július 5.)
- Gemma and the Ultimate Standoff (2016. augusztus 2.)
- Star Darlings Good Wish Gone Bad (Stellar Edition) (2016. október 4.)
- Star Darlings: Stealing Starlight (2017. január 17.)

### Gyűjtemények
- Star Darlings Collection Vol.1 (books 1-3) (2016. május 31.)
- Star Darlings Collection Vol.2 (books 4-6) (2016. június 14.)
- Star Darlings Collection Vol.3 (books 7-9) (2016. július 5.)
- Star Darlings Collection Vol.4 (books 10-12) (2016. szeptember 20.)

### Egyéb könyvek
- Star Darlings A Wisher's Guide to Starland (2016. január 5.)
- Star Darlings Stellar Style (2016. május 15.)
- Star Darlings Wish-a-Day Diary (2016. szeptember 6.)